# Varicorhinus ruwenzorii
 Varicorhinus ruwenzorii és una espècie de peix cipriniforme de la família dels ciprínids.

## Morfologia
Els mascles poden assolir els 23,1 cm de longitud total.

## Distribució geogràfica
Es troba a Àfrica.